# Serie A1 1996-1997 (pallamano maschile)
La Serie A1 1996-1997 è stata la 28ª edizione del torneo di primo livello del campionato italiano di pallamano maschile.

Esso venne organizzato dalla Federazione Italiana Giuoco Handball.

La competizione è iniziata il 13 settembre 1996 e si è conclusa il 15 aprile 1997.

Il torneo fu vinto dalla Pallamano Trieste per la 14ª volta nella sua storia.

A retrocedere in serie A2 furono la Pallamano Mordano e la Pallamano Mazara.

## Formula del torneo

### Stagione regolare
Il campionato si svolse tra 12 squadre che si affrontarono in una fase iniziale con la formula del girone unico all'italiana con partite di andata e ritorno.

Per ogni incontro i punti assegnati in classifica sono così determinati:
- due punti per la squadra che vinca l'incontro;
- un punto per il pareggio;
- zero punti per la squadra che perda l'incontro.

Al termine della stagione regolare si qualificarono per i play off scudetto le squadre classificate dal 1º al 6º posto mentre le squadre classificate dall'11º al 12º posto furono retrocesse in serie A2.

### Play off scudetto
Le squadre classificate dal 1º al 6º posto in serie A1 e al 1º posto nei due gironi della serie A2 alla fine della stagione regolare parteciparono ai play off scudetto che si disputarono con la formula ad eliminazione diretta dagli ottavi di finale in poi, al meglio di due gare su tre.
La squadra 1ª classificata al termine dei play off fu proclamata campione d'Italia.

## Squadre partecipanti
| Città                 | Club                          | Palasport                   | Sponsor              | Stagione precedente   |
| --------------------- | ----------------------------- | --------------------------- | -------------------- | --------------------- |
| Bologna               | Handball Club Bologna 1969    | PalaSavena                  |                      | 9ª classificata       |
| Bressanone (BZ)       | Südtiroler Sportverein Brixen | Palasport di Bressanone     | Birra Forst          | 5ª classificata       |
| Conversano (BA)       | Handball Club Conversano      | Pala San Giacomo            |                      | 7ª classificata       |
| Mazara del Vallo (TP) | Pallamano Mazara              | Pala Affacciata             | Pasta Gallo          | 10ª classificata      |
| Merano (BZ)           | Sportclub Meran Handball      | Centro Scolastico Karl Wolf | San Vigilio          | 8ª classificata       |
| Modena                | Pallamano Modena              | Pala Molza                  |                      | 1ª classificata in A2 |
| Mordano (BO)          | Unione Sportiva Mordano       | Palasport di Mordano        |                      | 2ª classificata in A2 |
| Prato                 | Pallamano Prato               | Pala Consiag                | Al.Pi.               | 2ª classificata       |
| Rubiera (RE)          | Pallamano Rubiera             | Pala Bursi                  | Arag                 | 6ª classificata       |
| Siracusa              | Ortigia Siracusa              | Palo Lo Bello               |                      | 3ª classificata       |
| Teramo                | Teramo Handball               | Pala San Nicolò             | Power Horse          | 4ª classificata       |
| Trieste               | Pallamano Trieste             | Pala Chiarbola              | Principe San Daniele | Campione d'Italia     |

## Stagione Regolare

### Classifica
|  | Pos. | Squadra      | Pt | G  | V  | N | S  | GF  | GS  | D    | Note                                        |
|  | ---- | ------------ | -- | -- | -- | - | -- | --- | --- | ---- | ------------------------------------------- |
|  | 1.   | Trieste      | 48 | 26 | 24 | 0 | 2  | 690 | 520 | +170 | Qualificato alla Champions League 1997-1998 |
|  | 2.   | Ortigia      | 41 | 26 | 19 | 3 | 4  | 619 | 519 | +100 |                                             |
|  | 3.   | Modena       | 39 | 26 | 19 | 1 | 6  | 646 | 570 | +76  |                                             |
|  | 4.   | Prato        | 38 | 26 | 19 | 0 | 7  | 668 | 558 | +110 |                                             |
|  | 5.   | Brixen       | 29 | 26 | 13 | 3 | 10 | 572 | 531 | +41  |                                             |
|  | 6.   | Teramo       | 29 | 26 | 13 | 3 | 10 | 619 | 610 | +9   |                                             |
|  | 7.   | Bologna 1969 | 28 | 26 | 12 | 4 | 10 | 598 | 576 | +22  |                                             |
|  | 8.   | Rubiera      | 21 | 26 | 9  | 3 | 14 | 659 | 648 | +11  |                                             |
|  | 9.   | Conversano   | 20 | 26 | 9  | 2 | 15 | 590 | 652 | -62  |                                             |
|  | 10.  | Meran        | 20 | 26 | 8  | 4 | 14 | 611 | 647 | -36  |                                             |
|  | 11.  | Mazara       | 18 | 26 | 7  | 4 | 15 | 596 | 661 | -65  | Retrocesso                                  |
|  | 12.  | Mordano      | 17 | 26 | 8  | 1 | 17 | 659 | 704 | -45  | Retrocesso                                  |

## Finale Scudetto
| Squadra 1 | Squadra 2 | Gara 1  | Gara 2  |
| --------- | --------- | ------- | ------- |
| Modena    | Trieste   | Modena  | Trieste |
| Modena    | Trieste   | 24 - 25 | 22 - 24 |

## Campioni
| Campione d'Italia 1996-1997  |
| ---------------------------- |
| Pallamano Trieste 14º titolo |